# Batman: Noël
Batman: Noël é um graphic novel estadunidense escrito e ilustrado por Lee Bermejo e publicado originalmente nos Estados Unidos pela DC Comics no final de 2011. Baseia-se no clássico romance de Charles Dickens', A Christmas Carol, e mostra personagens dos mitos tanto de Dickens como do Batman.
No Brasil, a graphic novel foi publicada em língua portuguesa pela editora italiana Panini Comics em fevereiro de 2015 com o mesmo formato e padrão da original, ou seja, capa dura e edição única.[carece de fontes?]

## Resumo
A história é inspirada em Um Conto de Natal, de Charles Dickens, mas adaptado para Gotham City. Ao invés do velho Scrooge e de seus fantasmas, aqui é o Batman quem tem que encontrar os termos ideais para ficar em paz com seu passado, presente e futuro para enfrentar a sua galeria de vilões e as ameaças sombrias de hoje em dia, enquanto explora o que significa ser o herói que é.[carece de fontes?]